# Marcel Seynaeve
Marcel Seynaeve, né le 24 décembre 1933 à Bekegem et mort le 26 décembre 2015 au Coq, est un coureur cycliste belge, professionnel de 1959 à 1963. 
En 1961, il gagne une étape du Tour d'Espagne et porte le maillot de leader de cette course pendant cinq jours.

## Palmarès

### Palmarès amateur
- 1956
  - 6e étape du Tour de Flandre-Occidentale
- 1957
  - Circuit du Westhoek
- 1958
  - 2e du championnat de Flandre indépendants

### Palmarès professionnel
- 1960
  - 4ea étape du Tour de Belgique (contre-la-montre par équipes)
- 1961
  - 4e étape du Tour d'Espagne
  - 2e de Tielt-Anvers-Tielt
- 1962
  - 3e de la Flèche côtière
  - 3e du Circuit de la vallée de la Senne
  - 3e du Grand Prix de la Banque
- 1963
  - Gullegem Koerse
  - 3e du Grand Prix d'Isbergues

## Résultats sur les grands tours

### Tour de France
1 participation 
- 1963 : abandon (14e étape)

### Tour d'Espagne
3 participations 
- 1960 : non-partant (16e étape)
- 1961 : 19e, vainqueur de la 4e étape,  maillot jaune pendant 5 jours
- 1962 : 12e